# 퀴비에비스카차
퀴비에비스카차 또는 남부비스카차(Lagidium viscacia)는 친칠라과에 속하는 설치류의 일종이다. 아르헨티나와 볼리비아, 칠레 그리고 페루에서 발견된다. 작은 집단 속에서 생활하는 군집성 동물로 바위 산악 지역에서 서식한다. 긴 귀와 뒷 발을 갖고 있으며, 길고 덤불 모양의 꼬리를 제외하고 래빗을 닮았다.